# トヨタ・Bプラットフォーム
トヨタ・Bプラットフォームとは、トヨタ自動車のA・Bセグメント（フルBセグメントを含む）FF車用のプラットフォームの名称である。2代目ヴィッツ、および日本国内市場向け11代目カローラシリーズ（2代目アクシオ(トヨタ教習車含む)/3代目フィールダー）、ジャパンタクシーなどのプラットフォームに用いられた。既存のNBCプラットフォームの改良版にあたる。サスペンションは、フロント：マクファーソンストラット、リア：トーションビームまたはトーションビーム併用のド・ディオンアクスル。このプラットフォームから、ごく一部を除くほとんどのFF用がリアがトーションビームに、ごく一部を除くほとんどの4WD用はリアがトーションビーム併用のド・ディオンアクスルにそれぞれ変更されている。なお、後継プラットフォームは「TNGA」の一環として開発されたGA-Bプラットフォームとなる。

## 搭載車種
- 2代目・3代目トヨタ・ヴィッツ（欧州市場、および北米市場専売車種の2代目トヨタ・ヤリスを含む）
- トヨタ・ベルタ（北米向け初代ヤリスセダン、およびオセアニア市場向け2代目ヤリスセダン、東南アジア市場専売車種の2代目トヨタ・ヴィオスを含む）
- 初代・2代目トヨタ・ラクティス
- スバル・トレジア（2代目ラクティスのOEM）
- 3代目トヨタ・ヴィオス（東南アジア市場、および北米市場専売車種）
- トヨタ・エティオス（インド市場、および南アフリカ市場、南米市場専売車種）
- トヨタ・エティオスリーバ（同上）
- 2代目トヨタ・カローラアクシオ（国内市場、および中華圏特別行政区(香港・マカオ)市場専売車種）
  - トヨタ教習車（2代目カローラアクシオの同型車種）
- 3代目トヨタ・カローラフィールダー（国内市場、および大洋州(ニュージーランド・オーストラリア)市場専売車種）
- 2代目トヨタ・ist
- トヨタ・iQ（Bプラットフォームを採用した一連のトヨタ車としては唯一のAセグメント車）
- トヨタ・アクア（北米、台湾向けのプリウスCを含む）
- 2代目トヨタ・ポルテ（国内市場専売車種）
- トヨタ・スペイド（2代目ポルテの姉妹車で国内市場、および中華圏特別行政区(香港・マカオ)市場専売車種）
- 2代目トヨタ・シエンタ（プラットフォーム前方のみ[1]）
- トヨタ・サクシード（2014年9月以降の改良型）
  - 10代目マツダ・ファミリアバン（上記の2014年9月以降の改良型トヨタ・プロボックス(1.5L車のみ)/サクシードのOEM）
- トヨタ・プロボックス（2014年9月以降の改良型）
- トヨタ・ジャパンタクシー
  - 2代目トヨタ・コンフォート（中華圏特別行政区(香港・マカオ)市場専売車種）